# Heinrich Trumheller
Heinrich Trumheller (Naltsjik, Rusland, 1 juli 1972) is een voormalig Duits wielrenner.

## Erelijst
1992
- Duits kampioenschap (wegwedstrijd)

## Resultaten in voornaamste wedstrijden
| Jaar | Ronde van Italië | Ronde van Frankrijk | Ronde van Spanje |
| ---- | ---------------- | ------------------- | ---------------- |
| 1992 |                  |                     |                  |
| 1993 |                  |                     |                  |
| 1994 | opgave           |                     |                  |
| 1995 | 93e              |                     |                  |

| Jaar | Milaan-San Remo | Gent-Wevelgem | Amstel Gold Race | Luik-Bast.‑Luik | Ronde van Lombardije |  | WK op de weg |
| ---- | --------------- | ------------- | ---------------- | --------------- | -------------------- |  | ------------ |
| 1992 |                 | 108e          |                  |                 |                      |  | 82e          |
| 1993 | 34e             | 38e           | 16e              | 61e             | 28e                  |  |              |
| 1994 | 161e            |               |                  | 41e             |                      |  |              |
| 1995 |                 |               |                  |                 |                      |  |              |